# Crkva svetog Lazara u Mariboru
Srpska Pravoslavna crkva svetoga Lazara u Mariboru bila je sagrađena u ovom slovenskome gradu za vrijeme Kraljevine Jugoslavije. Izgradila ju je Mariborska županija a gradnja bila je odobrena u 1930. godini, nakon toga je slijedila gradnja u godinama 1934. – 1936. Projekt arhitekta Momira Korunovića predstavlja centralnu crkvu na koju je okolo glavne kupole postavljeno četiri manje.
U godini 1941. nacistična Njemačka okupirala je grad Maribor i izdala odluku o rušenju crkve.

## Arhitektura crkve
U prvome planu crkva je trebala biti longitudinalna zgrada s bizantskim oktogonom (osmerokutom) koji bi služio na podstavku metalne kupole. Manje kupole morali bi stati diagonalno praveći romb. Originalni nacrt se izmijenio, zato su crkvu nakon što je izgrađena karakterizirali frontalno postavljene kupole praveći kvadrat okolo oktagona koji je bio sužen i postavljen na kvadratnu podstavu.